# Lácacséke, Borsod-Abaúj-Zemplén
Lácacséke este un sat în districtul Cigánd, județul Borsod-Abaúj-Zemplén, Ungaria, având o populație de 365 de locuitori (2011). 

## Demografie
Componența etnică a satului Lácacséke
     Maghiari (70,95%)
     Romi (29,05%)
Componența confesională a satului Lácacséke
     Reformați (38,63%)
     Fără religie (17,53%)
     Romano-catolici (13,15%)
     Greco-catolici (12,88%)
     Necunoscută (17,81%)
Conform recensământului din 2011, satul Lácacséke avea 365 de locuitori. Din punct de vedere etnic, majoritatea locuitorilor (70,95%) erau maghiari, cu o minoritate de romi (29,05%). Nu există o religie majoritară, locuitorii fiind reformați (38,63%), persoane fără religie (17,53%), romano-catolici (13,15%) și greco-catolici (12,88%). Pentru 17,81% din locuitori nu este cunoscută apartenența confesională.